# 狐尾蓼
狐尾蓼（学名：Polygonum alopecuroides），为蓼科蓼属下的一个植物种。